# 双桥街道 (舟山市)
双桥街道是中华人民共和国浙江省舟山市定海区下辖的一个街道办事处。
2013年8月28日，浙江省人民政府批复同意撤销双桥镇建制，其行政区域改由定海区政府直辖。
2013年8月29日，舟山市人民政府批复同意撤销双桥镇，设立双桥街道办事处。双桥街道陆域面积46.57平方公里，辖6个村委会，户籍人口18798人。街道办事处驻浬溪村双桥路1号。

## 行政区划
双桥街道辖有6个行政村，以及6个渔农村新型社区：
- 行政村：临港村、浬溪村、紫微村、南山村、桥头施村、石礁村；
- 渔农村新型社区：临港社区、浬溪社区、紫微社区、南山社区、桥头施社区、石礁社区。